# Shannon-Ogbnai Abeda
Shannon-Ogbnai Abeda (Fort McMurray, 15 maggio 1996) è uno sciatore alpino eritreo, primo atleta ad aver rappresentato l'Eritrea ai Giochi olimpici invernali.

## Biografia
Nato in Canada e attivo dal dicembre del 2011, Abeda ha esordito in Nor-Am Cup il 19 febbraio 2015 a Nakiska in supergigante, senza completare la prova. Ai XXIII Giochi olimpici invernali di Pyeongchang 2018 è stato il primo atleta dell'Eritrea a partecipare ai Giochi olimpici invernali: dopo esser stato portabandiera durante la cerimonia di apertura e unico rappresentante del suo Paese, si è classificato 61º nello slalom gigante e non ha terminato lo slalom speciale. Ai XXIV Giochi olimpici invernali di Pechino 2022, dopo esser stato nuovamente portabandiera durante la cerimonia di apertura e unico rappresentante del suo Paese, si è piazzato 39º nello slalom gigante; inattivo da allora, è tornato a disputare gare FIS nel dicembre del 2024. Non ha debuttato in Coppa del Mondo né preso parte a rassegne iridate.